# Clawfinger (album)
Clawfinger è il terzo album in studio del gruppo rap metal svedese omonimo, pubblicato nel 1997.

## Tracce
1. Two Sides – 4:05
2. Hold Your Head Up – 3:26
3. Biggest & The Best – 3:51
4. Chances – 2:58
5. Don't Wake Me Up – 4:10
6. Not Even You – 2:46
7. Nobody Knows – 3:12
8. I Can See Them Coming – 3:39
9. Wrong State of Mind – 3:51
10. I'm Your Life & Religion – 3:56
11. Crazy – 2:47
12. I Guess I'll Never Know – 4:51
13. RealiTV (Bonus Track) – 3:46
14. Runnerboy (Bonus Track) – 3:36
15. What Gives Us the Right (Bonus Track) – 3:36